# 贾同春
贾同春（？—1650年），南明政治人物。
甲申之变、清军入关之后，华北被清朝占据。永曆二年（清顺治五年，1648年）十二月，归顺清朝的姜瓖反正归明。山西各地纷纷归附南明。十二月戊申，永历帝任命贾同春为兵部尚书、东阁大学士，督师山西，驻守临县。永历四年（顺治七年，1650年）五月乙卯，清军攻克临县，贾同春和总兵刘甲殉国。